# Велика Британія на зимових Олімпійських іграх 1936
Велика Британія брала участь у зимових Олімпійських іграх 1936 року у Гарміш-Партенкірхені (Німеччина). Збірну країни представляли 38 спортсменів (28 чоловіків та 10 жінок) у шести видах спорту. Прапороносцем на церемонії відкриття Олімпіади став бобслеїст Фредерік МакЕвой. Країна учетверте взяла участь у зимовій Олімпіаді. Британські спортсмени здобули три медалі: золото з хокею, срібло у фігурному катанні та бронзу у бобслеї.

## Медалісти
| Медаль | Ім'я                                                          | Вид спорту      | Дисципліна               |
| ------ | ------------------------------------------------------------- | --------------- | ------------------------ |
| Золото | Збірна Великої Британії з хокею із шайбою                     | Хокей           | чоловічий турнір         |
| Срібло | Сесілія Коледж                                                | Фігурне катання | одиночне катання (жінки) |
| Бронза | Фредерік МакЕвой Джеймс Кардно Гай Дагдейл Чарльз Патрік Грін | Бобслей         | четвірки (чоловіки)      |

## Спортсмени
Кількість спортсменів, що взяли участь в Іграх, за видами спорту.
| Вид спорту          | Чоловіки | Жінки | Загалом |
| ------------------- | -------- | ----- | ------- |
| Бобслей             | 4        | 0     | 4       |
| Гірськолижний спорт | 4        | 4     | 8       |
| Лижне двоборство    | 1        | 0     | 1       |
| Лижні перегони      | 1        | 0     | 1       |
| Фігурне катання     | 6        | 6     | 12      |
| Хокей               | 13       | 0     | 13      |
| Загалом             | 28       | 10    | 38      |

## Бобслей
Велику Британію на цих Іграх представляли 4 бобслеїстів, що змагалися у двох дисциплінах. У четвірках британська команда завоювала бронзу. У двійках британці стали четвертими.
| След  | Спортсмени                                                    | Дисципліна          | Заїзд 1 | Заїзд 1 | Заїзд 2 | Заїзд 2 | Заїзд 3 | Заїзд 3 | Заїзд 4 | Заїзд 4 | Всього  | Всього |
| След  | Спортсмени                                                    | Дисципліна          | Час     | Місце   | Час     | Місце   | Час     | Місце   | Час     | Місце   | Час     | Місце  |
| ----- | ------------------------------------------------------------- | ------------------- | ------- | ------- | ------- | ------- | ------- | ------- | ------- | ------- | ------- | ------ |
| GBR-1 | Фредерік МакЕвой Джеймс Кардно                                | двійки (чоловіки)   | 1:25.61 | 4       | 1:23.85 | 6       | 1:28.58 | 9       | 1:22.21 | 4       | 5:40.25 | 4      |
| GBR-1 | Фредерік МакЕвой Джеймс Кардно Гай Дагдейл Чарльз Патрік Грін | четвірки (чоловіки) | 1:23.38 | 6       | 1:20.18 | 4       | 1:20.74 | 4       | 1:19.11 | 4       | 5:23.41 | 3      |

## Гірськолижний спорт
У гірськолижних змаганнях брали участь 8 британських спортсменів (4 чоловіків та 4 жінок) у 2 дисциплінах (на цій Олімпіаді проходили змагання лише у чоловічій та жіночій комбінації). У жіночій комбінації Жанетт Кесслер стала 8-ю, а Евелін Пінчінг — 9-ю. Інші британські лижниці посіли 23 та 25 місця (серед 40 учасниць). Чоловіки у комбінації посіли 12, 14 та 29 місця (серед 70 учасників). Джеймс Рідделл провалився на етапі швидкісного спуску.
| Спортсмен               | Дисципліна            | Шв. спуск    | Шв. спуск | Слалом         | Слалом         | Слалом | Разом        | Разом |
| Спортсмен               | Дисципліна            | Час          | Місце     | Час 1          | Час 2          | Місце  | Заг. бали    | Місце |
| ----------------------- | --------------------- | ------------ | --------- | -------------- | -------------- | ------ | ------------ | ----- |
| Джеймс Рідделл          | комбінація (чоловіки) | не фінішував | –         | –              | –              | –      | не фінішував | –     |
| Сідні Гадсон            | комбінація (чоловіки) | 6:41.4       | 40        | 1:29.9         | 1:42.4         | 18     | 73.92        | 29    |
| Джеймс Палмер-Томкінсон | комбінація (чоловіки) | 5:51.0       | 24        | 1:29.8         | 1:26.5         | 11     | 82.52        | 14    |
| Пітер Лунн              | комбінація (чоловіки) | 5:35.6       | 15        | 1:26.3         | 1:32.5         | 13     | 83.82        | 12    |
| Гелен Блейн             | комбінація (жінки)    | 7:26.4       | 28        | 1:59.9 (+0:06) | 1:51.2         | 20     | 64.84        | 25    |
| Бірні Даті              | комбінація (жінки)    | 6:37.2       | 19        | 2:06.2         | 2:09.3 (+0:12) | 26     | 66.13        | 23    |
| Жанетт Кесслер          | комбінація (жінки)    | 6:05.4       | 12        | 1:25.7         | 1:22.2         | 6      | 83.97        | 8     |
| Евелін Пінчінг          | комбінація (жінки)    | 5:27.2       | 7         | 1:40.4         | 1:38.8         | 11     | 82.19        | 9     |

## Лижне двоборство
Змагання:
- 18 км бігових лиж
- стрибки на лижах з нормального трампліна

Лижна частина цього заходу була об'єднана з головною медальною частиною лижних перегонів. Деякі спортсмени (але не всі) брали участь і в лижних гонках, і в двоборстві, їхній час на дистанції 18 км використовувався для обох змагань.
Змагання зі стрибків на лижах з трампліна (звичайна гірка) проходили окремо від основного змагання зі стрибків на лижах з трампліна.
Гріффіт П'ю був обраний для всіх трьох змагань, але не зміг виступити через травму. Персі Легард став 45-м з 51 учасників.
| Спортсмен    | Дисципліна             | Лижні перегони | Лижні перегони | Лижні перегони | Стрибки з трампліна | Стрибки з трампліна | Стрибки з трампліна | Стрибки з трампліна | Разом | Разом |
| Спортсмен    | Дисципліна             | Час            | Бали           | Місце          | Дистанція 1         | Дистанція 2         | Бали                | Місце               | Бали  | Місце |
| ------------ | ---------------------- | -------------- | -------------- | -------------- | ------------------- | ------------------- | ------------------- | ------------------- | ----- | ----- |
| Персі Легард | індивідуальні змагання | 1'47:47        | 76.8           | 48             | 39.5                | 45.0                | 172.5               | 37                  | 249.3 | 45    |

## Лижні перегони
| Дисципліна       | Спортсмен      | Час     | Місце |
| ---------------- | -------------- | ------- | ----- |
| 18 км (чоловіки) | Френсіс Волтер | 1'44:13 | 71    |

## Фігурне катання
| Спортсмени                 | Змагання                    | CF | FS  | Бали  | Places | Місце |
| -------------------------- | --------------------------- | -- | --- | ----- | ------ | ----- |
| Джеффрі Єйтс               | одиночне катання (чоловіки) | 10 | 20  | 110   | 348.7  | 16    |
| Фредді Томлінз             | одиночне катання (чоловіки) | 11 | 10  | 77    | 364.2  | 10    |
| Джек Данн                  | одиночне катання (чоловіки) | 8  | 3   | 42    | 387.7  | 6     |
| Грем Шарп                  | одиночне катання (чоловіки) | 2  | 6   | 34    | 394.1  | 5     |
| Гвенет Батлер              | одиночне катання (жінки)    | 5  | DNS | –     | –      | –     |
| Беліта Джепсон-Тернер      | одиночне катання (жінки)    | 14 | 18  | 107   | 352.6  | 16    |
| Моллі Філліпс              | одиночне катання (жінки)    | 12 | 12  | 78    | 366.2  | 11    |
| Сесілія Колледж            | одиночне катання (жінки)    | 2  | 2   | 13.5  | 418.1  | 2     |
| Розмарі Стюарт Ернест Єйтс | парне катання               |    |     | 102.5 | 9.0    | 10    |
| Вайолет Кліфф Леслі Кліфф  | парне катання               |    |     | 56.5  | 10.1   | 7     |

## Хокей
Група D
Дві найкращі команди вийшли до півфіналу:
|                 | Pld | W | L | T | GF | GA | Pts |
| --------------- | --- | - | - | - | -- | -- | --- |
| Велика Британія | 2   | 2 | 0 | 0 | 4  | 0  | 4   |
| Швеція          | 2   | 1 | 1 | 0 | 2  | 1  | 2   |
| Японія          | 2   | 0 | 2 | 0 | 0  | 5  | 0   |

| 6 лютого | Велика Британія | 1-0 (1-0,0-0,0-0) | Швеція |
| 7 лютого | Велика Британія | 3-0 (2-0,0-0,1-0) | Японія |

Група A
Дві найкращі команди вийшли до медального раунду
|                 | Pld | W | L | T | GF | GA | Pts |
| --------------- | --- | - | - | - | -- | -- | --- |
| Велика Британія | 3   | 2 | 0 | 1 | 8  | 3  | 5   |
| Канада          | 3   | 2 | 1 | 0 | 22 | 4  | 4   |
| Німеччина       | 3   | 1 | 1 | 1 | 5  | 8  | 3   |
| Угорщина        | 3   | 0 | 3 | 0 | 2  | 22 | 0   |

| 11 лютого | Велика Британія | 2-1 (1-1,0-0,1-0)     | Канада          |
| 12 лютого | Німеччина       | 1-1 (0-0,0-1,1-0,0-0) | Велика Британія |
| 13 лютого | Велика Британія | 5-1 (1-0,3-1,1-0)     | Угорщина        |

Медальний раунд
|                 | Pld | W | L | T | GF | GA | Pts |
| --------------- | --- | - | - | - | -- | -- | --- |
| Велика Британія | 3   | 2 | 0 | 1 | 7  | 1  | 5   |
| Канада          | 3   | 2 | 1 | 0 | 9  | 2  | 4   |
| США             | 3   | 1 | 1 | 1 | 2  | 1  | 3   |
| Чехословаччина  | 3   | 0 | 3 | 0 | 0  | 14 | 0   |

Relevant results from the semifinal were carried over to the final
| 11 лютого | Велика Британія | 2-1 (1-1, 0-0, 1-0)           | Канада         |
| 14 лютого | Велика Британія | 5-0 (2-0,3-0,0-0)             | Чехословаччина |
| 15 лютого | Велика Британія | 0-0 (0-0,0-0,0-0,0-0,0-0,0-0) | США            |

| Золоті медалісти: |
| Джеймс Фостер Карл Ергард Гордон Дейлі Арчібальд Стінчкомб Едгар Бренчлі Джон Ковард Джеймс Чаппелл Алекс Арчер Джеррі Дейві Джеймс Борланд Роберт Ваймен Джек Кілпатрик Артур Чайлд |